# Brephos decora
Brephos decora is een vlinder uit de familie van de uilen (Noctuidae). De wetenschappelijke naam werd gepubliceerd in 1764 door Carl Linnaeus.
De soort komt voor in tropisch Afrika.